# 金山街道 (株洲市)
金山街道，中华人民共和国湖南省株洲市荷塘区下属的一个街道。

## 建制沿革
- 2005年，析宋家桥街道部分置金山街道。

## 行政区划
金山街道下辖3个社区、3个村委会：
- 晏家湾社区、留芳社区、湘华社区
- 荷塘铺村、金钩山村、太阳村